# Saint-Georges-d'Hurtières
Saint-Georges-d'Hurtières este o comună în departamentul Savoie din sud-estul Franței. În 2009 avea o populație de 287 de locuitori.

## Evoluția populației
| An        | 1975 | 1982 | 1990 | 1999 | 2006 | 2009 |
| --------- | ---- | ---- | ---- | ---- | ---- | ---- |
| Populație | 303  | 272  | 203  | 210  | 264  | 287  |